# Base aérienne de Szolnok
La base aérienne "Lieutenant József Kiss d'Ittebei" de Szolnok (hongrois : Ittebei Kiss József hadnagy Helikopter Bázis) est une base aérienne de l'Armée de l'air hongroise située près de Szolnok dans le comitat de Jász-Nagykun-Szolnok en Hongrie.
Elle a été renommée en mai 2005 en l'honneur du pilote de chasse hongrois le plus performant de la Première Guerre mondiale, le lieutenant József Kiss d'Ittebei.
Le 31 janvier 2008 près de Törökszentmiklós, un hélicoptère de type Mil Mi-8 provenant de la base s'est écrasé tuant un soldat et blessant gravement deux personnes et légèrement une autre.